# 宥勝寺
宥勝寺（ゆうしょうじ）は、埼玉県本庄市栗崎にある真言宗智山派の寺院。山号は西光山。詳しくは西光山無量寿院宥勝寺と称する。本尊は不動明王。

## 歴史
寺伝によると建仁2年（1202）有荘氏（後に本庄氏）により開創された。始め有道宿弥武承惟行五世の孫児玉党旗頭、有荘太郎家長の嫡子小太郎頼家が寿永3年（1184）一の谷の合戦で戦死したので、その妻が菩提を弔うため法印良運を京より迎え一寺を建立、有荘寺と号し自らも得度して妙清禅尼となった。
これより前、有道惟行は沙門空海巡礼の地、浅見山に一寺を建て阿弥陀如来を安置し西光寺と称していた。 延年2年（1337）新田足利の兵火で焼失、天文6年（1538）北条、上杉の戦国兵乱の時無住になった。 荒廃するを惜しみ紀州根来寺より僧頼暁来り、天文24年（1556）西光、有荘の両寺を合併して一寺となし、西光山無量寿院宥勝寺と改称された。 爾来、末寺四十数ケ寺を有する地方有数の名刹となり、慶安元年（1648）良弁僧都の時、徳川家よりご朱印十石を賜る。

## 文化財

### 埼玉県指定旧跡
- 荘小太郎頼家の墓

### 寺宝
- 本尊不動明王 - 木造　（伝　興教大師御作）
- 胎蔵大日如来像・日輪大師像・阿弥陀如来像 - 木造
- 荘小太郎頼家形見の古扇面
- 伝弘法大師筆般若心経一巻
- チベット砂曼荼羅（十一面観音曼荼羅）
- 両界曼荼羅
- 十二天図

## 墓所
- 廣松渉（哲学者、東京大学名誉教授）

## 交通アクセス
- JR本庄駅よりタクシー15分
- JR本庄早稲田駅より徒歩10分